# Ruma
Ruma (Рума) è una città e una municipalità del distretto della Sirmia nel sud-ovest della provincia autonoma della Voivodina.
Tra i villaggi della municipalità una certa fama ha avuto il centro di Buđanovci, in cui nel 1999, durante la guerra del Kosovo, fu abbattuto un F-117 della NATO. Il centro abitato è attraversato dal 45º parallelo, la linea equidistante fra il Polo nord e l'Equatore.